# Furtwangen im Schwarzwald
Furtwangen im Schwarzwald – miasto w Niemczech, w kraju związkowym Badenia-Wirtembergia, w rejencji Fryburg, w regionie Schwarzwald-Baar-Heuberg, w powiecie Schwarzwald-Baar, siedziba wspólnoty administracyjnej Furtwangen. Leży ok. 27 km od Fryburga Bryzgowijskiego.
W mieście znajduje się uniwersytet techniczny, założony w 1850 roku jako szkoła ucząca zegarmistrzów. Obecnie kształci 3500 studentów, m.in. na takich kierunkach, jak: informatyka, budowa maszyn, inżynieria elektryczna oraz nauki ekonomiczne.
Pierwsze wzmianki o mieście pochodzą z 1179 roku. Prawa miejskie otrzymało w 1873 roku. Furtwangen było ważnym ośrodkiem zegarmistrzowskim, które wytwarzało znakomitej jakości zegary dźwiękowe. Odtwarzały głosy śpiewającego ptactwa, trąbki, fletu, itp. Obecnie ten sektor gospodarki jest na wymarciu. Dominują małe i średnie przedsiębiorstwa specjalizujące się w elektronice.

## Współpraca
Miejscowość partnerska:
- Hirschfelde – dzielnica Żytawy, Saksonia